# Saulcy (Aube)
Saulcy é uma comuna francesa na região administrativa de Grande Leste, no departamento de Aube. Estende-se por uma área de 11,39 km². Em 2010 a comuna tinha 68 habitantes (densidade: 6 hab./km²).